# Campionati europei di atletica leggera indoor 2011 - 60 metri piani femminili
La gara si è svolta il 5 e il 6 marzo 2011.

## Podio
| #       | Atleta           | Nazionalità | Tempo | Note |
| ------- | ---------------- | ----------- | ----- | ---- |
| Oro     | Olesja Povch     | Ucraina     | 7"13  | =    |
| Argento | Marija Rjemjen'  | Ucraina     | 7"15  | =    |
| Bronzo  | Ezinne Okparaebo | Norvegia    | 7"20  |      |

## Record
Prima di questa competizione, il record del mondo (RM), il record europeo (EU) ed il record dei campionati (RC) sono i seguenti:
| Record                | Prestazione | Atleta                   | Data                                            | Competizione                                       |
| --------------------- | ----------- | ------------------------ | ----------------------------------------------- | -------------------------------------------------- |
| Record mondiale       | 6"92        | Irina Privalova Russia   | 11 febbraio 1993 9 febbraio 1995 Madrid, Spagna |                                                    |
| Record europeo        | 6"92        | Irina Privalova Russia   | 11 febbraio 1993 9 febbraio 1995 Madrid, Spagna |                                                    |
| Record dei campionati | 7"00        | Nelli Cooman Paesi Bassi | 23 febbraio 1986 Madrid, Spagna                 | Campionati europei di atletica leggera indoor 1986 |

## Risultati

### Primo turno
Le prime 3 di ogni batteria e i 4 migliori tempi si qualificano per le semifinali.

#### Batteria 1
| Pos. | Corsia | Nome              | Nazione  | Reazione | Tempo | Note |
| ---- | ------ | ----------------- | -------- | -------- | ----- | ---- |
| 1    | 3      | Ezinne Okparaebo  | Norvegia | 0.170    | 7"21  | Q    |
| 2    | 6      | Véronique Mang    | Francia  | 0.174    | 7"27  | Q    |
| 3    | 7      | Manuela Levorato  | Italia   | 0.223    | 7"34  | Q    |
| 4    | 4      | Digna Luz Murillo | Spagna   | 0.184    | 7"35  | q    |
| 5    | 5      | Tanja Mitic       | Serbia   | 0.193    | 7"42  |      |
| 6    | 2      | Sara Strajnar     | Slovenia | 0.146    | 7"49  |      |

#### Batteria 2
| Pos. | Corsia | Nome              | Nazione     | Reazione | Tempo | Note |
| ---- | ------ | ----------------- | ----------- | -------- | ----- | ---- |
| 1    | 5      | Olesja Povch      | Ucraina     | 0.147    | 7"18  | Q    |
| 2    | 6      | Georgia Kokloni   | Grecia      | 0.188    | 7"28  | Q    |
| 3    | 4      | Lina Grinčikaitė  | Lituania    | 0.211    | 7"28  | Q    |
| 4    | 7      | Dafne Schippers   | Paesi Bassi | 0.214    | 7"30  | q    |
| 5    | 2      | Andreea Ograzeanu | Romania     | 0.204    | 7"50  |      |
| 6    | 8      | Sandra Parlov     | Croazia     | 0.172    | 7"60  |      |
| 7    | 3      | Diane Borg        | Malta       | 0.174    | 7"69  |      |

#### Batteria 3
| Pos. | Corsia | Nome            | Nazione     | Reazione | Tempo | Note |
| ---- | ------ | --------------- | ----------- | -------- | ----- | ---- |
| 1    | 4      | Chrystyna Stuj  | Ucraina     | 0.207    | 7"27  | Q    |
| 2    | 3      | Myriam Soumaré  | Francia     | 0.227    | 7"27  | Q    |
| 3    | 2      | Jodie Williams  | Regno Unito | 0.194    | 7"31  | Q    |
| 4    | 6      | Ailis McSweeney | Irlanda     | 0.191    | 7"38  | q    |
| 5    | 5      | Lena Berntsson  | Svezia      | 0.201    | 7"45  |      |
| 6    | 7      | Nina Kovačič    | Slovenia    | 0.175    | 7"49  |      |

#### Batteria 4
| Pos. | Corsia | Nome               | Nazione     | Reazione | Tempo | Note |
| ---- | ------ | ------------------ | ----------- | -------- | ----- | ---- |
| 1    | 6      | Marija Rjemjen'    | Ucraina     | 0.210    | 7"17  | Q    |
| 2    | 2      | Bernice Wilson     | Regno Unito | 0.177    | 7"30  | Q    |
| 3    | 4      | Sónia Tavares      | Portogallo  | 0.168    | 7"36  | Q    |
| 4    | 5      | Inna Eftimova      | Bulgaria    | 0.226    | 7"37  | q    |
| 5    | 3      | Katerina Cechova   | Rep. Ceca   | 0.201    | 7"42  |      |
| 6    | 7      | Amparo María Cotan | Spagna      | 0.212    | 7"46  |      |

### Semifinali
Le prime 4 di ogni batteria si qualificano alla finale.

#### Semifinale 1
| Pos. | Corsia | Nome             | Nazione     | Reazione | Tempo | Note |
| ---- | ------ | ---------------- | ----------- | -------- | ----- | ---- |
| 1    | 5      | Marija Rjemjen'  | Ucraina     | 0.234    | 7"16  | Q    |
| 2    | 4      | Véronique Mang   | Francia     | 0.146    | 7"20  | Q    |
| 3    | 3      | Chrystyna Stuj   | Ucraina     | 0.217    | 7"22  | Q    |
| 4    | 7      | Lina Grinčikaitė | Lituania    | 0.194    | 7"27  | Q    |
| 5    | 6      | Bernice Wilson   | Regno Unito | 0.198    | 7"28  |      |
| 6    | 2      | Dafne Schippers  | Paesi Bassi | 0.170    | 7"30  |      |
| 7    | 1      | Ailis McSweeney  | Irlanda     | 0.161    | 7"34  |      |
| 8    | 8      | Sónia Tavares    | Portogallo  | 0.183    | 7"40  |      |

#### Semifinale 2
| Pos. | Corsia | Nome              | Nazione     | Reazione | Tempo | Note                          |
| ---- | ------ | ----------------- | ----------- | -------- | ----- | ----------------------------- |
| 1    | 5      | Olesja Povch      | Ucraina     | 0.178    | 7"13  | Q, =                          |
| 2    | 6      | Myriam Soumaré    | Francia     | 0.202    | 7"18  | Q                             |
| 3    | 4      | Ezinne Okparaebo  | Norvegia    | 0.161    | 7"20  | Q                             |
| 4    | 8      | Jodie Williams    | Regno Unito | 0.157    | 7"21  | Q                             |
| 5    | 3      | Georgia Kokloni   | Grecia      | 0.216    | 7"23  | Miglior prestazione personale |
| 6    | 1      | Inna Eftimova     | Bulgaria    | 0.178    | 7"32  |                               |
| 7    | 7      | Manuela Levorato  | Italia      | 0.163    | 7"34  |                               |
| 8    | 2      | Digna Luz Murillo | Spagna      | 0.173    | 7"36  |                               |

### Finale
| Pos. | Corsia | Nome             | Nazione     | Reazione | Tempo       | Note                          |
| ---- | ------ | ---------------- | ----------- | -------- | ----------- | ----------------------------- |
| 1    | 6      | Olesja Povch     | Ucraina     | 0.156    | 7"13        | =                             |
| 2    | 3      | Marija Rjemjen'  | Ucraina     | 0.222    | 7"15        | =                             |
| 3    | 7      | Ezinne Okparaebo | Norvegia    | 0.152    | 7"20        |                               |
| 4    | 2      | Jodie Williams   | Regno Unito | 0.156    | 7"21        | =                             |
| 5    | 8      | Chrystyna Stuj   | Ucraina     | 0.196    | 7"21        | Miglior prestazione personale |
| 6    | 4      | Véronique Mang   | Francia     | 0.151    | 7"22        |                               |
| 7    | 5      | Myriam Soumaré   | Francia     | 0.195    | 7"24        |                               |
| –    | 1      | Lina Grinčikaitė | Lituania    |          | non partita |                               |